# (27703) 1984 SA2
1984 أس أي 2 (ويعرف أيضًا باسم (27703) 1984 أس أي 2 وفق تسمية الكوكب الصغير) (بالإنجليزية: 1984 SA2)‏ هو كويكب ضمن حزام الكويكبات؛ وترتيبه 27703 من حيث الاكتشاف.
اكتُشف هذا الجُرم الفلكي بواسطة Antonín Mrkos ‏ في 29 سبتمبر 1984.

## وصلات خارجية
- (27703) 1984 SA2 في قاعدة بيانات مختبر الدفع النفاث لأجرام النظام الشمسي الصغيرة

- الاكتشاف · مخطط المدار ·  العناصر المدارية · المعلمات المادية

- (27703) 1984 SA2 على موقع ويكي سكاي: DSS2, SDSS, GALEX, IRAS, Hydrogen α, X-Ray, Astrophoto, Sky Map, Articles and images